# Théâtre national de Sarajevo
Pour les articles homonymes, voir Théâtre national.
Le théâtre national de Sarajevo est situé en Bosnie-Herzégovine, sur le territoire de la Ville de Sarajevo. Construit en 1897 et 1898 sur des plans de l'architecte Karel Pařík, il est inscrit sur la liste des monuments nationaux Bosnie-Herzégovine.